# Gabriel Béchir
Gabriel Béchir (* 24. Oktober 1927 in Toulon; † 18. Dezember 2001 in Frankreich) war ein französischer Szenenbildner.

## Leben
Béchir begann seine Karriere im Filmstab 1953 zunächst als Locationscout, arbeitete jedoch bereits ab dem darauf folgenden Jahr auch als Requisiteur und schließlich als Szenenbildner. Zwischen 1966 und 1970 war er an sieben Spielfilmen mit Louis de Funès tätig, darunter Drei Bruchpiloten in Paris, Balduin, der Trockenschwimmer und Balduin, der Schrecken von St. Tropez. 1963 war er für den Kriegsfilm Der längste Tag zusammen mit Ted Haworth, Léon Barsacq und Vincent Korda für den Oscar in der Kategorie Bestes Szenenbild nominiert, die Auszeichnung ging in diesem Jahr jedoch an Robert Mulligans Literaturverfilmung Wer die Nachtigall stört.

## Filmografie (Auswahl)
- 1962: Der längste Tag (The Longest Day)
- 1963: Quietsch… quietsch… wer bohrt denn da nach Öl? (Pouic-Pouic)
- 1964: Zusammen in Paris (Paris When It Sizzles)
- 1965: Drei Zimmer in Manhattan (Trois chambres à Manhattan)
- 1966: Drei Bruchpiloten in Paris (La Grande vadrouille)
- 1967: Siebenmal lockt das Weib (Woman Times Seven)
- 1968: Balduin, der Trockenschwimmer (Le Petit Baigneur)
- 1970: Balduin, der Schrecken von St. Tropez (Le gendarme en balade)
- 1978: Frau zu verschenken (Préparez vos mouchoirs)
- 1985: Target – Zielscheibe (Target)

## Auszeichnungen (Auswahl)
- 1963: Oscar-Nominierung in der Kategorie Bestes Szenenbild für Der längste Tag